# Microtropis longifolia
Microtropis longifolia là một loài thực vật có hoa trong họ Dây gối. Loài này được Wall. ex Kurz mô tả khoa học đầu tiên năm 1873.